# Amstelland
Amstelland je območje ob reki Amstel na Nizozemskem, ki se začne v Južni Holandiji in teče proti severu proti Amsterdamu v južni Severno Holandijo.

## Zgodovina
Zgodovina Amstellanda je neločljivo povezana z reko Amstel in rastjo Amsterdama. Njegova zgodovina je v bistvu zgodovina Amstelveena, Aalsmeerja, Ouderkerk aan de Amstel in drugih mest. Reka je bila v srednjem veku pomembna kot vodna pot, ki vodi proti jugu in do Utrechta. Najstarejše naselje na tem območju je bilo Ouderkerk aan de Amstel, ki je bilo iz 11. stoletja (in je torej starejše od Amsterdama). Amsterdam je bil takrat majhna ribiška vas ob izlivu reke Amstel. To območje je bilo del Utrechta in je bilo del gospostva (gospoščine) družine Van Aemstel.
Na neki točki so desni breg Amstel imenovali "Stari Amstel" (Ouder-Amstel), levi breg pa "Novi Amstel" (Nieuwer-Amstel). Šota je bila v tistem času pomemben vir goriva. Barje okoli reke so izkopali zaradi šote. Do 13. stoletja je bila majhna skupnost delavcev s šoto v močvirjih zahodno od Amstela - "Amstel fen" (Amstelveen) v Nieuwer-Amstel. Ko so medtem zgradili jez ob izlivu reke Amstel, je zdaj strateško locirana ribiška vas na severu Nieuwer-Amstel hitro rasla. Naselje na jezu Amstel je postalo "Amstellerdam" (ali nekaj podobnega), kar je postalo "Amsterdam". Amsterdam je pridobil mestne pravice okoli leta 1300 in hitro zavladal celotni regiji.
Po Napoleonovi okupaciji Nizozemske so Francozi ustvarili nove upravne delitve na Nizozemskem in jih poimenovali (tako kot v Franciji) po velikih rekah. Od leta 1807 do 1810 je obstajal departma imenovan "Amstelland". Landdrost ( préfet ) je bil Jan van Styrum. 1. januarja 1811 je bil Amstelland vključen v nov departma, imenovan Zuyderzee (Zuyderzée), pri čemer je van Styrum ostal na položaju do 11. februarja 1811. "Amstelland" se ni več uporabljalo kot ime.
Leta 1896 in 1921 je Amsterdam priključil dele Nieuwer Amstela in zgradil predmestje ( Rivierenbuurt ) ob Amstelu. Danes sta Amsterdam in Amstelveen obsežno zrasla, vključno z velikimi deli zemlje na obeh straneh reke. Vendar pa je velik del Amstellanda ostal nerazvit in je ohranil svoj zeleni, podeželski značaj.

## Geografija
Izraz Amstelland se danes na splošno nanaša na območje ob reki Amstel južno od mesta Amsterdam. Vendar pa meje Amstellanda niso natančno določene in pomen Amstellanda je lahko odvisen od konteksta.

### Amstelland kot zelena površina
Amstelland vključuje zeleno območje v obliki klina, ki štrli v Amsterdam z juga. To zeleno območje, ki se razteza južno od Utrechtsebruga, ima podeželski značaj in ostaja brez razvoja. Upravlja ga organizacija Groengebied Amstelland ("zeleno območje Amstellanda").
Če se uporablja v tem smislu, Amstelland pomeni le trikotnik zelenih površin južno od Amsterdama in ne vključuje okoliških pozidanih območij in vasi. Velja za območje, ki ga je vredno zaščititi zaradi zelenih in podeželskih elementov, ki jih prinaša skoraj v srce Amsterdama. Vsako mesto se ne more pohvaliti, da so le 15 minut vožnje stran pašniki. Projekt, imenovan Toekomst Amstelland ("Prihodnji Amstelland"), je bil ustanovljen, da bi zaščitil to območje in usmerjal njegovo prihodnost. Meje Amstellanda določajo takole: "Območje med A9, Amstelveen, Ouderkerk aan de Amstel, Uithoorn, De Ronde Venen, Abcoude in Amsterdam-Zuidoost ." 

### Amstelland kot širše območje
Danes se Amsterdam na splošno ne šteje za del Amstellanda, čeprav reka Amstel teče skozi mesto in je bil Amsterdam v preteklosti del Amstellanda. Na splošno so mesta in vasi, za katere lahko brez spora rečemo, da so del Amstellanda:
- Amstelveen
- Ouder-Amstel
- Ouderkerk aan de Amstel
- Nes aan de Amstel
- Uithoorn

Amstelhoek, vasica, ki je del občine De Ronde Venen, leži na reki Amstel v provinci Utrecht, južno od Uithoorna. Včasih se šteje za del Amstellanda.

## Galerija
- Magere Brug v Amsterdamu
- Amstel in Amstelland, gledana z Utrechtsbruga južno od Amsterdama
- Nes aan de Amstel
- Podeželje Amstelland blizu mesta Nes aan de Amstel
- Ulični prizor v Amstelveenu
- Mlin na veter De Zwaan, blizu Ouderkerk aan de Amstel
- Thamerkerk v Uithoornu
- Reka Amstel južno od Uithoorna